# Novoaidar
Novoaidar (en ucraïnès i en rus Новоайдар) és una ciutat de la districte de Sxàstia dins l'óblast de Luhansk, Ucraïna. El 2021 tenia 7.879 habitants. Fins al 18 de juliol de 2020 Novoaidar pertanyia al districte de Novoaidar, però aquest districte quedà abolit el juliol del 2020 per la reforma administrativa d'Ucraïna, segons la qual es reduí el nombre de districtes de l'óblast de Luhansk a només vuit.